# Joël Bouzou
Joël Bouzou (n. 30 octombrie 1955, Figeac, Midi-Pyrénées, Franța) este un sportiv ce a reprezentat Franța, medaliat olimpic. A participat la 4 ediții ale Jocurilor Olimpice (1980, 1984, 1988, 1992) în care a câștigat o medalie de bronz.